# Paweł Florczak
Paweł Florczak (ur. 10 stycznia 1989) – polski kajakarz, medalista letniej Uniwersjady (2013).

## Życiorys
Był zawodnikiem Astorii Bydgoszcz i Dojlidy Białystok.
W 2012 został akademickim mistrzem świata w konkurencji K-2 (z Rafałem Rosolskim). Na Uniwersjadzie w 2013 zdobył srebrny medal w konkurencji K-4 1000 m (z Martinem Brzezińskim, Bartoszem Stabno i Rafałem Rosolskim).
Reprezentował Polskę na mistrzostwach Europy seniorów w konkurencji K-4 1000 metrów w 2013 (6 m.), 2014 (8 m.) i 2015 (4 m.), a także na igrzyskach europejskich w 2015 (8 m.).
Na mistrzostwach Polski seniorów zdobył siedem złotych medali:
- K-2 500 m: 2013 (z Rafałem Rosolskim), 2015 (z Rafałem Rosolskim), 2016 (z Rafałem Rosolskim)
- K-2 1000 m: 2014 (z Rafałem Rosolskim), 2016 (z Rafałem Rosolskim), 2017 (z Rafałem Rosolskim), 2019 (z Rafałem Rosolskim)

Kajakarstwo uprawiał także jego ojciec, Wojciech Florczak.